# 藤井暁
藤井 暁（ふじい ぎょう、1960年4月3日 - ）は、元テレビ朝日のアナウンサー。

## 来歴・人物
東京都中野区出身。東京都立井草高等学校、駒澤大学経営学部卒業。1984年アナウンサーとしてテレビ朝日に入社。同期は田畑祐一、山口容子、佐藤仁美、アナウンサー以外では、現・静岡朝日テレビ代表取締役社長の平城隆司がいた。
新人アナの頃に番組で共演した小堺一機、鳥居かほりと「サンドイッチ」というユニットを結成してレコードデビューしたこともある。鳥居とはこれが縁で1988年に結婚したが1999年に離婚、のちに他の女性と再婚し子供が誕生している。
2004年7月から「テレビ朝日アスク」に出向、2006年7月にアナウンス部に復帰。アナウンス部デスクを経験する。
2011年7月1日をもって広報部に異動となった。
父親は元高校の国語科教師で、早稲田大学在学時に金原二郎らと親交がありアナウンサーを目指したこともあったが当時健康不安があり断念した。親の夢を引き継ぐ形でアナウンサーを目指したという。
高校卒業後もOBとして、在籍していた放送研究部の後輩でもある田中裕二（爆笑問題）に指導していた。NHK『わたしが子どもだったころ』の田中の回で、田中にコメント（手紙）を寄せている。
広報部で定年を迎え嘱託採用になり、2023年5月からは自身の希望でテレビ朝日アスクに転籍し、シニアマネージャーとして2025年4月まで勤務する予定である。

## 過去の出演番組
報道・情報ワイドショー番組
| 期間       | 期間          | 番組名              | 役職                                 |
| ---------- | ------------- | ------------------- | ------------------------------------ |
| 1986年4月  | 1987年9月     | OH!エルくらぶ       | レギュラー出演                       |
| 1987年10月 | 1988年10月7日 | モーニングショー    | サブ司会                             |
| 1993年4月  | 1994年3月     | 邦子がタッチ        | アシスタント                         |
| 1994年4月  | 1995年3月     | こんにちは2時       | 司会                                 |
| 1995年4月  | 1996年3月     | お昼のN天ワイド     | 前半部分でのキャスター               |
| 時期不明   | 時期不明      | スーパーJチャンネル | 月曜日コーナー『奥様鑑定団』団長担当 |
| 1999年1月  | 1999年3月     | やじうまワイド      | 土曜版スポーツキャスター             |
| 2002年10月 | 2003年4月     | スーパーモーニング  | 『ニュースシンラバンショー』担当     |
| 2004年4月  | 2004年6月     | やじうまプラス      | 『芸能プラス』金曜日・土曜版担当     |
| 不明       | 2011年6月     | ワイド!スクランブル | 『夕刊キャッチアップ』金曜日担当     |

その他
- 「ワールドプロレスリング」実況・リポーター
- 「大相撲ダイジェスト」
- 「OH!相撲」
- 女子高生向けビジュアル系情報番組（週末深夜）
- ゴルフ中継
- 「欽ちゃんのどこまでやるの!?」
- 「News Access」（BS朝日・不定期）